# Castelo Rossend

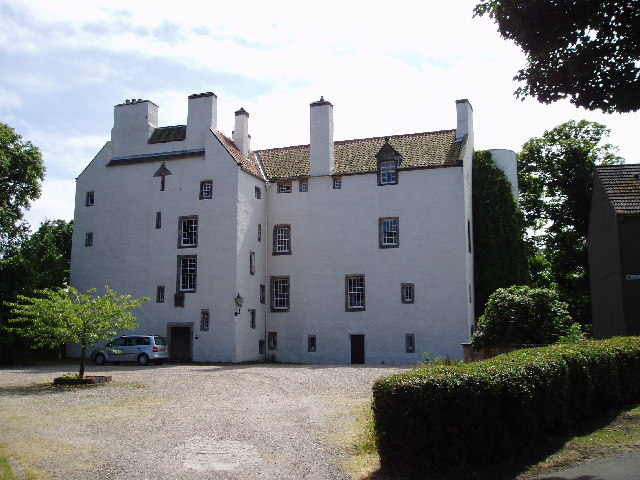
Castelo Rossend, Escócia.

O Castelo Rossend (em inglês:  Rossend Castle) é um castelo localizado em Burntisland, Fife, Escócia.

## História
Existem relatos de que o castelo está localizado no local de outra construção datada de 1119 e conhecida como Torre de Kingorne Wester.
Encontra-se classificado na categoria "B" do "listed building" desde 9 de dezembro de 1970.